# Elecciones estatales de Sinaloa de 1998
Las elecciones estatales de Sinaloa de 1998 se llevaron a cabo el domingo 8 de noviembre de 1998, y en ellas se renovaron los siguientes cargos de elección popular en el estado mexicano de Sinaloa:
- Gobernador de Sinaloa. Titular del Poder Ejecutivo del estado, electo para un periodo de seis años no reelegibles en ningún caso, el candidato electo fue Juan Sigfrido Millán Lizárraga.
- 18 ayuntamientos. Compuestos por un Presidente Municipal y regidores, electos para un periodo de tres años no reelegibles para el periodo inmediato.
- 40 diputados del Congreso del Estado. 24 Diputados electos por mayoría relativa en cada uno de los Distrito Electorales y 16 por el principio de Representación Proporcional.[1]

## Gobernador del Estado
|  | 46.85 % |

|  | 32.24 % |

|  | 17.40 % |

|  | 18.91 % |

|  | 1.06 % |

|  | 0.45 % |

|  | 0.1 % |

|  | 98.00 % |

|  | 2.00 % |

|  | 59.77 % |

|  | 40.23 % |

|  | 100.00 % |

## Ayuntamientos

Distribución de las alcaldías de Sinaloa por partido político.

|  | 46.44 % |

|  | 32.07 % |

|  | 16.92 % |

|  | 1.95 % |

|  | 0.58 % |

|  | 97.96 % |

|  | 2.04 % |

|  | 58.36 % |

## Congreso del Estado
|  | 45.88 % |

|  | 31.20 % |

|  | 18.32 % |

|  | 1.47 % |

|  | 1.05 % |

|  | 2.08 % |

|  | 100 % |